# Echappement (uurwerk)

Geanimeerde afbeelding van een anker echappement, gebruikt in slingeruurwerken

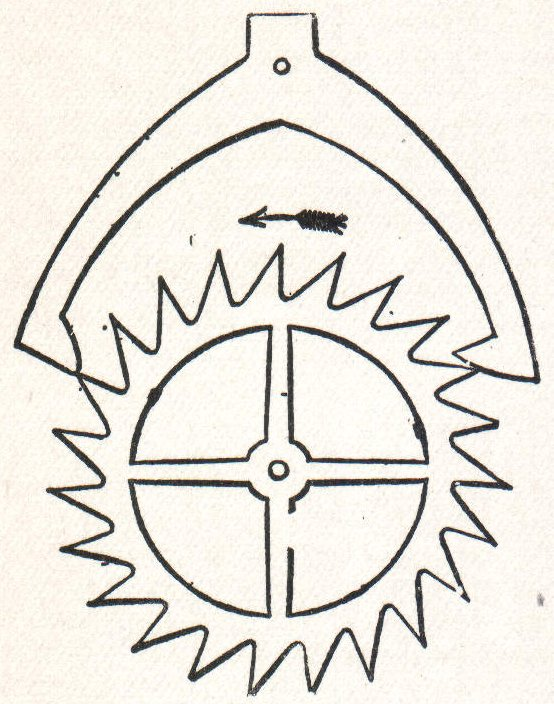
Echappement en kroonrad

Een echappement is een onderdeel van een mechanisch uurwerk dat de drijfkracht van de energiebron (veer of gewicht) gedoseerd doorgeeft aan het gaande werk.
Bij een uurwerk vervult het echappement een dubbele functie: 
- Het gangrad, dat lijkt op een tandwiel, wordt door het gewicht of de veer aangedreven, maar kan niet snel gaan draaien doordat een van de lepels tussen de tanden grijpt. Komt de andere lepel tussen de tanden en wordt de eerste lepel teruggetrokken, dan kan het gangrad een halve stap verder draaien. De lepels zijn verbonden met de slinger of onrust, die een vaste slingertijd heeft, en zo wordt de slingertijd op het uurwerk overgebracht.
- Het gangrad geeft elke keer een duwtje tegen de lepels waardoor de slinger in beweging wordt gehouden.

Een kleine beschadiging van het echappement of een slecht opgesteld uurwerk kan al tot gevolg hebben dat de laatste functie niet meer werkt. Bij een grahamgang kan zo'n beschadiging al optreden doordat men vergeet de gewichten op te trekken, zodat de klok tot stilstand komt terwijl de slinger nog even doorslingert.

## In uurwerken
Door gebruik te maken van een echappement krijgt het gaande werk niet een doorlopende aandrijving (waardoor het gestaag sneller zou gaan lopen en zelfs op hol kan slaan) maar een die pulserend is, waardoor de snelheid van aflopen gereguleerd wordt. Echappementen bestaan in veel vormen: de vroegste vorm is het spille- of lepelgang. Dit echappement bestaat uit de spil, die is voorzien van twee lepels en het gangrad, dat de vorm heeft van een kroonrad. Dit echappement vindt men in bijvoorbeeld lantaarnklokken en Friese stoelklokken. De werking is eenvoudig: het gaande werk drijft als laatste rad, het gang of schakelrad aan, waarop de lepels van de spil ingrijpen. Doordat deze lepels onder een hoek staan en beurtelings worden aangedreven door het schakelrad en tezelfdertijd dit rad afremmen, maakt de spil een heen-en-weergaande beweging. 
In de vroege mechanische uurwerken wordt door dit echappement een balansarm aangedreven: een foliot of waagarm. Hieraan hangen gewichtjes, die naar binnen of buiten kunnen worden geschoven. Hierdoor verandert de gangsnelheid. Met een groot nadeel: doordat de balansarm niet vrij kan bewegen, maar vastzit aan de spil, is de puls die aan de balansarm werd doorgegeven niet regelmatig. De gangkwaliteiten van deze uurwerken zijn navenant. Deze klokken hadden in die tijd geen minutenwijzer en omdat iedere stad zo'n beetje een eigen tijdzone had, werden de klokken regelmatig bijgesteld. Daardoor was de onnauwkeurigheid destijds geen groot bezwaar.
Christiaan Huygens zorgde voor de grote doorbraak: door het regulerende deel van de klok (in zijn geval een slinger) vrij van het echappement - aan een zijden lus - op te hangen en aan de lepelspil een gevorkte drijver te maken, die, los van de slinger, deze bij ieder heen-en-weergang een puls gaf, werden de onregelmatigheden in de puls niet langer aan het regulerend lichaam (de slinger) doorgegeven: deze had een eigen amplitude. Huygens had over die amplitude zorgvuldig nagedacht: bij vroege exemplaren van de z.g. Haagse klokken waren aan weerszijden van de zijden lus gebogen metalen strips aanwezig, die de door het bewegen van de slinger ontstaande verkorting van de lus naar boven in de juiste, berekende baan moest leiden. Dit bleek een vroeg staaltje van over-engineering: klokken zonder de strips bleken even nauwkeurig, of zelfs nauwkeuriger te lopen. De Huygens-klokken waren een sensatie: opeens kwamen betrouwbare, redelijk nauwkeurige uurwerken, mét een minuutwijzer, op de markt. Kostbaar, maar gewild.
Huygens had evenwel - ongewild - betreffende de spillegang het grootste probleem opgelost (de onnauwkeurigheid) en tegelijkertijd een nieuw probleem geschapen: door de vorm van het echappement was de uitslag van de slinger enorm groot. Deze kon dus geen grote lengte krijgen en was daarmee niet rustig te krijgen. Immers, als de logica van de vrije amplitude van de slinger wordt doorberedeneerd, volgt er uit, dat hoe minder tikken een slinger per seconde maakt, de nauwkeurige loop van de klok in gelijke mate toeneemt. Huygens had in één klap het bestaande echappement tot het hoogst haalbare laten doorevolueren: lange slingers, secondenslingers, waren bij een spilechappement onmogelijk.
Volgende echappement-vormen moesten dit oplossen en volgden al snel. Vooral de Engelse klokkenindustrie werd hierdoor belangrijk: George Graham bedacht de anker- of hakengang (bovenaan de pagina afgebeeld), waardoor opeens lange slingers mogelijk werden. Robert Hooke kwam met het dead beat escapement (de rustende ankergang) en John Harrison (het genie dat er ook in slaagde een klok te maken die op zee - bewegend schip of niet - nauwkeurig bleef werken) met zijn grasshopper escapement (sprinkhaanechappement, te zien in Greenwich). In Frankrijk bedacht Brocot de naar hem genoemde Brocot-gang, die ook in moderne mechanische pendules nog gebruikt wordt. Mechanische klokken bereikten daarmee in de achttiende eeuw al een hoge mate van nauwkeurigheid.

## In andere apparaten
Ook andere instrumenten kunnen een echappement bevatten.

### Schrijfmachines
Een voorbeeld is de mechanische schrijfmachine, waarvan de wagen een stapje naar links opschuift als er een toets wordt aangeslagen. Bij het indrukken van de toets springt de wagen een halve spatie verder en bij het loslaten weer een halve spatie. Deze werking in twee stappen is kenmerkend voor een echappement.
Om te kunnen werken, heeft een echappement een aandrijving nodig. Bij de schrijfmachine is dat een veer die de wagen naar links trekt.

### Telwerken
Ook in een telwerk van een machine kan een échappement voorkomen. Het échappement bevindt zich aan het meest rechtse cijferrolletje. Als de bedieningsknoppen ingedrukt worden, ontstaat er een magnetisch veld in een spoel, die een vorkvormige pin aantrekt die met een van de vorken een tandje van het échappement meeneemt (het cijferrolletje staat nu tussen twee cijfers in) en als de spanning in de spoel wegvalt en de pin afgestoten wordt, neemt die de andere tand mee en zet zo het volgende cijfer in het venstertje.